# Szelcsin
Szelcsin (horvátul: Zelčin) falu Horvátországban, Eszék-Baranya megyében. Közigazgatásilag Valpóhoz tartozik.

## Fekvése
Eszéktől légvonalban 24, közúton 31 km-re északnyugatra, községközpontjától 6 km-re délnyugatra, a Szlavóniai-síkságon, Ivánfalva és Harkányfalva között fekszik.

## Története
A régészeti leletek tanúsága szerint területe már ősidők óta lakott volt. Határában több lelőhely is található, ahol az őskortól az ókoron át a késő középkorig kerültek elő leletek. A legrégibb leletek a falutól délnyugatra fekvő „Staro selo” (Ófalu) nevű lelőhelyen kerültek elő. Ezen a helyen a falusiak már évek óta találtak kerámiatöredékeket, melyeket a talajművelés fordított ki a földből. Az itt talált kerámiák díszítése a vaskorban virágzott hallsatti és latén kultúrákra jellemző. Találtak itt ókori szürke és vörös, korongolt cseréptöredékeket, valamint középkori kerámiákat is.
A falutól északnyugatra vezető mezei út mellett található a „Močilno”, vagy népiesen „Gradine” nevű lelőhely. Itt eredetileg három halom volt, melyek közül egy már megsemmisült. A középső halom tetején sok római tégla és kőtöredék található. A római téglák felhasználása másodlagosan történt. Az idősebb falusiak szerint itt egykor szemmel látható falak álltak, melyről középkori erődítményre lehet következtetni. A faluhoz közelebbi halmon ugyancsak építőanyag található, de kisebb mennyiségben. Közelében nagyobb mélységben csontokat is találtak, valószínűleg az egykori temető helye volt itt.
A települést 1392-ben „Zulchyn” alakban említik először, Kos várához tartozott. A Kórógyi család birtoka volt. 1506-ban és 1507-ben „Selchyn” illetve „Selchynycz” néven a szombathelyi vár tartozékai között találjuk. A török uralom előtti utolsó birtokosa Geréb Mátyás volt. A török Valpó várának elestével 1543-ban foglalta el azt a területet és csak 1687-ben szabadult fel uralma alól. A török uralom idején szpáhibirtok volt. Ura Arszlán aga volt. Ebben az időben 10 ház állt a településen. A 18. században Boszniából katolikus horvátok (sokácok) települtek be.
A török kiűzése után a valpói uradalom részeként kamarai birtok volt, majd 1721. december 31-én III. Károly az uradalommal együtt Hilleprand von Prandau Péter bárónak adományozta. A Prandau család 1885-ig volt a birtokosa.
Az első katonai felmérés térképén „Zelesin” néven található. Lipszky János 1808-ban Budán kiadott repertóriumában „Zelcsin” néven szerepel. Nagy Lajos 1829-ben kiadott művében „Szelchin” néven 59 házzal, 368 katolikus vallású lakossal találjuk.
1857-ben 328, 1910-ben 453 lakosa volt. Verőce vármegye Eszéki járásához tartozott. Az 1910-es népszámlálás adatai szerint lakosságának 98%-a horvát anyanyelvű volt. A település az első világháború után az új szerb-horvát-szlovén állam, majd később (1929-ben) Jugoszlávia része lett. 1991-ben lakosságának 98%-a horvát nemzetiségű volt. 2011-ben 351 lakosa volt.

## Lakossága
| Lakosság változása | Lakosság változása | Lakosság változása | Lakosság változása | Lakosság változása | Lakosság változása | Lakosság változása | Lakosság változása | Lakosság változása | Lakosság változása | Lakosság változása | Lakosság változása | Lakosság változása | Lakosság változása | Lakosság változása | Lakosság változása |
| ------------------ | ------------------ | ------------------ | ------------------ | ------------------ | ------------------ | ------------------ | ------------------ | ------------------ | ------------------ | ------------------ | ------------------ | ------------------ | ------------------ | ------------------ | ------------------ |
| 1857               | 1869               | 1880               | 1890               | 1900               | 1910               | 1921               | 1931               | 1948               | 1953               | 1961               | 1971               | 1981               | 1991               | 2001               | 2011               |
| 328                | 372                | 337                | 406                | 428                | 453                | 451                | 599                | 489                | 517                | 504                | 441                | 425                | 378                | 353                | 351                |

## Nevezetességei
Szűz Mária neve tiszteletére szentelt római katolikus temploma a harkányfalvi plébánia filiája.

## Kultúra
- KUD „Šokadija” Ivanovci, Zelčin i Marjančaci.
- HKUU „Šokačko srce” horvát kulturális egyesület. Az egyesület minden évben megrendezi a falu melletti réten a „Vatre na konjari” kulturális és néprajzi fesztivált.

## Oktatás
A település a ladomérfalvi általános iskolához tartozik.

## Sport
Az NK Zelčin labdarúgócsapata a megyei 2. ligában szerepel. A klubot 1968-ban alapították.

## Egyesületek
- DVD Zelčin önkéntes tűzoltó egyesület.
- KU „Sokol” Zelčin lovas egyesület.
- „Jelen” Zelčin-Ivanovci vadásztársaság.